# Daniel Hilpert (Rechtsanwalt)
Daniel Hilpert (* 9. Juni 1837 in Erlangen; † 6. Februar 1923 in Nürnberg) war ein deutscher Anwalt, Justizrat und Ehrenbürger von Erlangen.

## Leben
Daniel Hilpert, Sohn des Buchdruckers und Leihbüchereibesitzers Johann Ludwig Christian Hilpert († 17. Februar 1866) und seiner Frau Katharina Friederike Hilpert (geb. Brunner), besuchte in  Erlangen das humanistische Gymnasium Friedericianum. Er studierte von 1856 bis 1860 an der Universität Erlangen zunächst Altphilologie, ab 1858 Rechtswissenschaft. Während des Studiums trat er 1857 in die Burschenschaft der Bubenreuther ein. Zwischen 1860 und 1870 arbeitete er an verschiedenen Gerichten in Erlangen und anderen Städten des Königreichs Bayern, nach Bestehen der zweiten juristischen Richteramtsprüfung als Rechtskonzipient. 1870 erhielt Hilpert die Ernennung zum königlich-bayerischen Rechtsanwalt. Als Experte für Handels- und Gesellschaftsrecht beriet er Unternehmen und Industrielle in Nürnberg und Umgebung, darunter den Bleistifthersteller A.W.Faber. Er wurde in den Aufsichtsrat mehrerer Nürnberger Banken berufen.
Hilpert engagiert sich in seiner Geburtsstadt Erlangen mäzenatisch-wohltätig und unterstützte das die Universität, das Volksbad, die Waisenhauskasse und die Errichtung eines Gedenksteins im Eichenwald mit hohen finanziellen Zuwendungen.

## Auszeichnungen
Für sein mäzenatisch-wohltätiges Engagement ernannte ihn die Stadt Erlangen 1910 zum Ehrenbürger. Zu seinem 80. Geburtstag 1917 verlieh ihm die Juristische Fakultät der Universität Erlangen den Ehrendoktor und die Stadt Erlangen die Ehrenmünze in Eisen. 1922 ehrte ihn die Stadt mit der Benennung einer Straße: Die Hilpertstraße liegt im Süden der Stadt.